# Eucera ruficollis
Eucera ruficollis là một loài Hymenoptera trong họ Apidae. Loài này được Brullé mô tả khoa học năm 1832.